# Brian Baumgartner

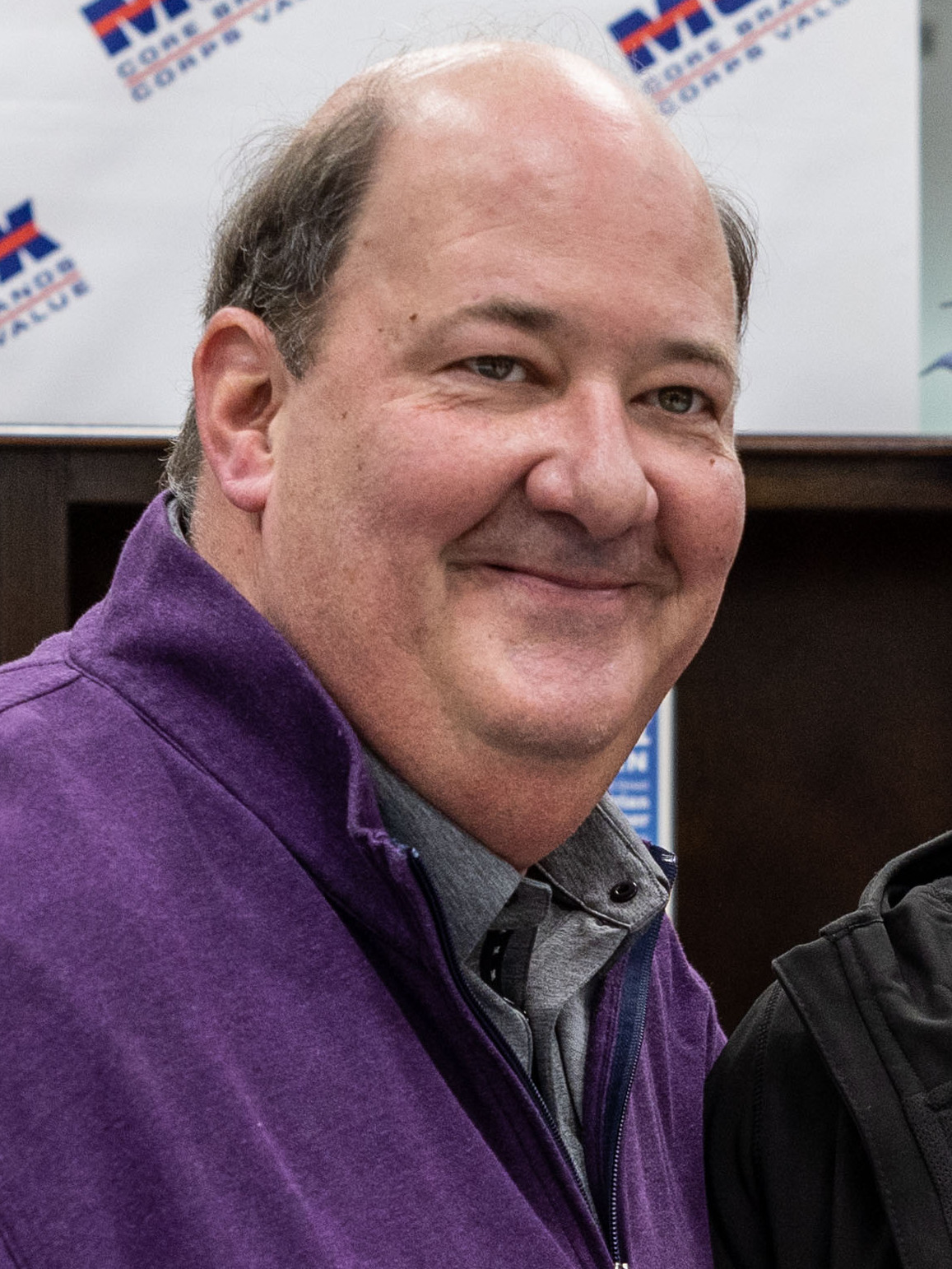
Brian Baumgartner (2023)

Brian Bruce Baumgartner (* 29. November 1972 in Atlanta, Georgia) ist ein US-amerikanischer Schauspieler, der durch die Rolle des Kevin Malone aus der Serie The Office (2005–2013) bekannt wurde.

## Leben und Karriere
Brian Baumgartner wurde 1972 in der Stadt Atlanta, im US-Bundesstaat Georgia geboren und besuchte die Holy Innocents' Episcopal School. 1992 graduierte er von den Westminster Schools, einer Privatschule in Atlanta. Später studierte er Schauspiel an der Southern Methodist University in Dallas, Texas, bevor er nach Los Angeles zog, um eine Karriere zu starten.
Zunächst trat Baumgartner vor allem im Guthrie Theater auf. Seine ersten Fernsehauftritte verbuchte Baumgartner als Gastdarsteller in CSI: Vegas, Arrested Development und Jake in Progress. 2005 wurde Baumgartner in der Rolle des Kevin Malone für die Comedy-Serie The Office gecastet, die er bis 2013 in über 180 Episoden spielte. Zusammen mit der restlichen Besetzung der Serie wurde er 2007 und 2008 jeweils mit dem Screen Actors Guild Award in der Kategorie Bestes Schauspielensemble in einer Comedyserie ausgezeichnet und bis 2013 noch fünf weitere Male nominiert. Mit der Episode After Hours der achten Staffel gab er 2012 sein Regiedebüt.
Weitere Fernsehauftritte hatte Baumgartner u. a. in Mike & Molly, Hot in Cleveland, Criminal Minds und Melissa & Joey. Er war außerdem in Filmen wie Lizenz zum Heiraten, Mein Schatz, unsere Familie und ich und in The Last Push zu sehen.

## Filmografie (Auswahl)
- 2001: Herman U.S.A.
- 2003: CSI: Vegas (CSI: Crime Scene Investigation, Fernsehserie, Episode 4x05)
- 2005: Arrested Development (Fernsehserie, Episode 2x09)
- 2005: Jake in Progress (Fernsehserie, Episode 1x12)
- 2005: Everwood (Fernsehserie, Episode 3x21)
- 2005–2013: The Office (Fernsehserie, 188 Episoden)
- 2006: The Office: The Accountants (Webserie, 10 Episoden)
- 2007: Lizenz zum Heiraten (License to Wed)
- 2008: Mein Schatz, unsere Familie und ich (Four Christmases)
- 2009: Into Temptation
- 2012: The Last Push
- 2012: Wilfred (Fernsehserie, Episode 2x01)
- 2013: Mike & Molly (Fernsehserie, Episode 4x01)
- 2013, 2015: Hot in Cleveland (Fernsehserie, 2 Episoden)
- 2014  Law & Order: New York  (Fernsehserie, 1 Episoden 15x23)
- 2014: Criminal Minds (Fernsehserie, Episode 9x22)
- 2014: Rake (Fernsehserie, Episode 1x13)
- 2015: Melissa & Joey (Fernsehserie, 3 Episoden)
- 2016–2018: Die Goldbergs (The Goldbergs, Fernsehserie, 2 Episoden)
- 2016: Chicago Fire (Fernsehserie, Episode 5x06)
- 2017: Hand of God (Fernsehserie, 4 Episoden)
- 2017: Life in Pieces (Fernsehserie, Episode 2x21)
- 2017: Good Behavior (Fernsehserie, 2 Episoden)
- 2018: Disjointed (Fernsehserie, Episode 1x15)
- 2018: One Last Night
- 2020: Electric Jesus
- 2020: Mü-Mo das Müllmobil (Trash Truck, Fernsehserie, 10 Episoden, Stimme)
- 2021: Rumble – Winnie rockt die Monster-Liga (Rumble, Stimme)